# Mary Wollstonecraft
Mary Wollstonecraft (Hoxton, 27. travnja 1759. – London, 10. rujna 1797.), britanska književnica, filozofkinja i rana feministica. 
Napisala je nekoliko romana, eseja i dječjih knjiga, a najpoznatija je po djelima: Obrana ljudskih prava (1790.), kritici pamfleta Edmunda Burkea o Francuskoj revoluciji, i Obrana ženskih prava (1792.), koje se smatra njenim najvažnijim radom.
Nešto kasnije, Wollstonecraft tvrdi da se karakter žene formira pod utjecajem obrazovanja (ili manjka istog) koji kontroliraju muškarci te da je brak legalizirana prostitucija. Zalagala se za društveni poredak zasnovan na razumu i koji je neopterećen bilo kakvim praznovjerjem ili predrasudama.
Wollstonecraft je bila u braku s filozofom Williamom Godwinom, istaknutim ateistom i praocem anarhističkog pokreta, a poznata je i kao majka Mary Shelley, autorice romana Frankenstein ili moderni Prometej. Ubrzo nakon što je rodila kćerku, Mary Wollstonecraft umire od porodiljne groznice.

## Djela
- Thoughts on the Education of Daughters (1787.)
- Mary: A fiction (1788.)
- Original Stories from Real Life (1788.)
- Of the Importance of Religious Opinions (1788.)
- The Female Reader (1789.)
- Young Grandison (1790.)
- Elements of Morality (1790.)
- A Vindication of the Rights of Men (hrvatski: „Obrana ljudskih prava“) (1790.)
- A Vindication of the Rights of Woman (hrvatski: „Obrana ženskih prava“) (1792.)
- An Historical and Moral View of the French Revolution (1794.)
- Letters Written during a Short Residence in Sweden, Norway and Denmark (1796.)

## Postumno objavljena djela
- The Cave of Fancy (1798.)
- Maria, or The Wrongs of Woman (1798.)
- Letters to Imlay (1798.)
- Letters on the Management of Infants (1798.)
- Lessons (1798.)
- On Poetry and our Relish for the Beauties of Nature (1798.)

## Vanjske poveznice
- Kratka biografija (engleski)
- Sjećanja na autoricu "Obrane prava žena" William Godwin (engleski)